# Platycapnos
Platycapnos es un género con alrededor de cinco especies perteneciente a la subfamilia Fumarioideae antigua familia Fumariaceae.

## Especies y subespecies
- Platycapnos echeandiae
- Platycapnos grandiflorus
- Platycapnos saxicola Willk.
  - Platycapnos saxicola subsp. grandiflorus
- Platycapnos spicata (L.) Bernh.
  - Platycapnos tenuiloba subsp. parallela Lidén
- Platycapnos tenuilobus